# Burg Klenová

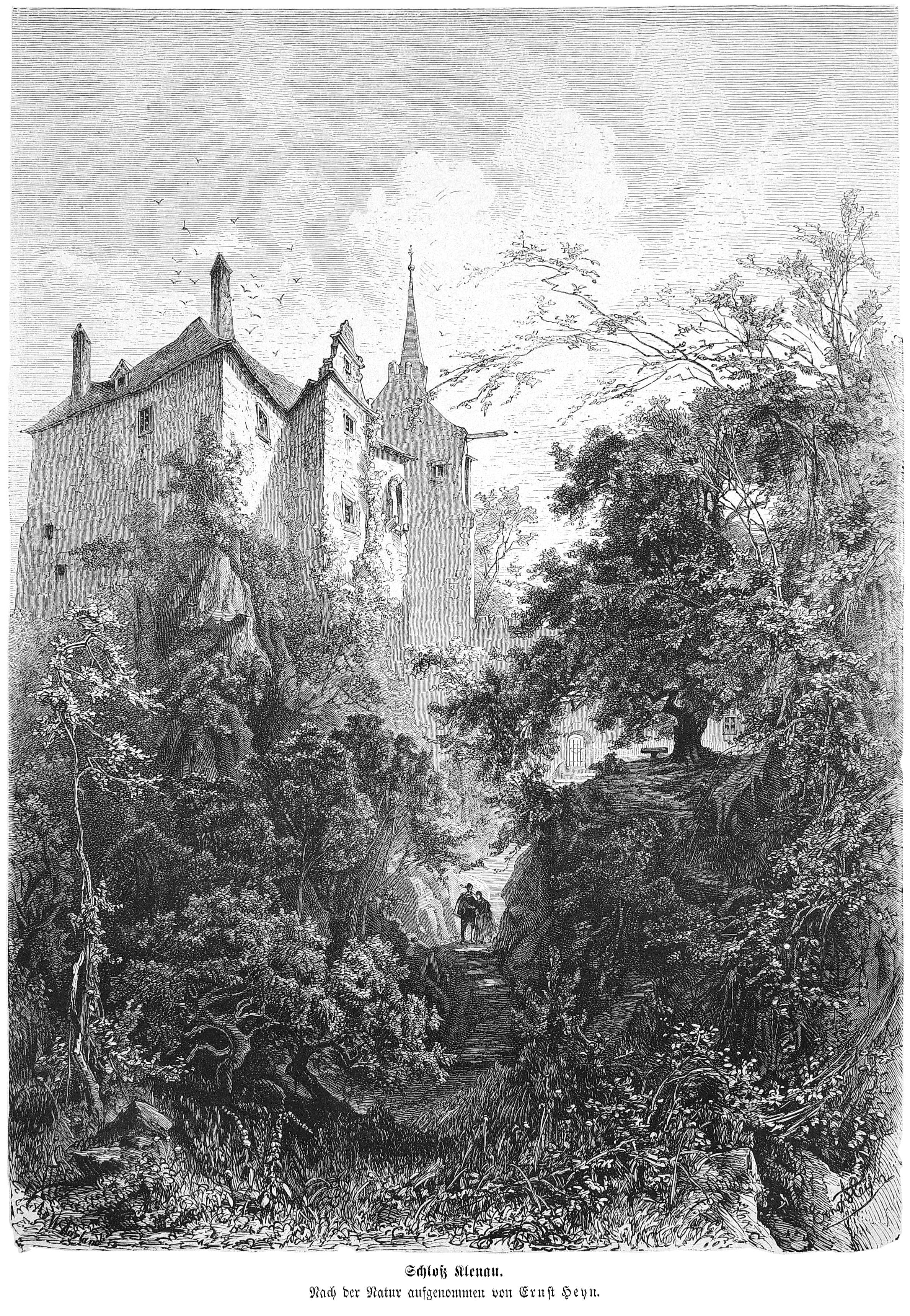
Schloss Klenau 1871

Burg und Schloss Klenová (deutsch Klenau) befinden sich rechtsseitig über dem Tal der Jelenka in Klenová im Okres Klatovy, Tschechien.

## Geschichte
Die erste schriftliche Erwähnung stammt aus 1291, als die Burg vollendet wurde. Zu Beginn der Hussitenkriege ließ Přibík von Klenová die Burg zum Teil umbauen und neu befestigen. Im 16. Jahrhundert verfiel die Burg. In der Nähe wurde daraufhin ein Schloss erbaut, dessen letzte Rekonstruktion 1834 bis 1836 im neugotischen Stil erfolgte.

## Weblinks

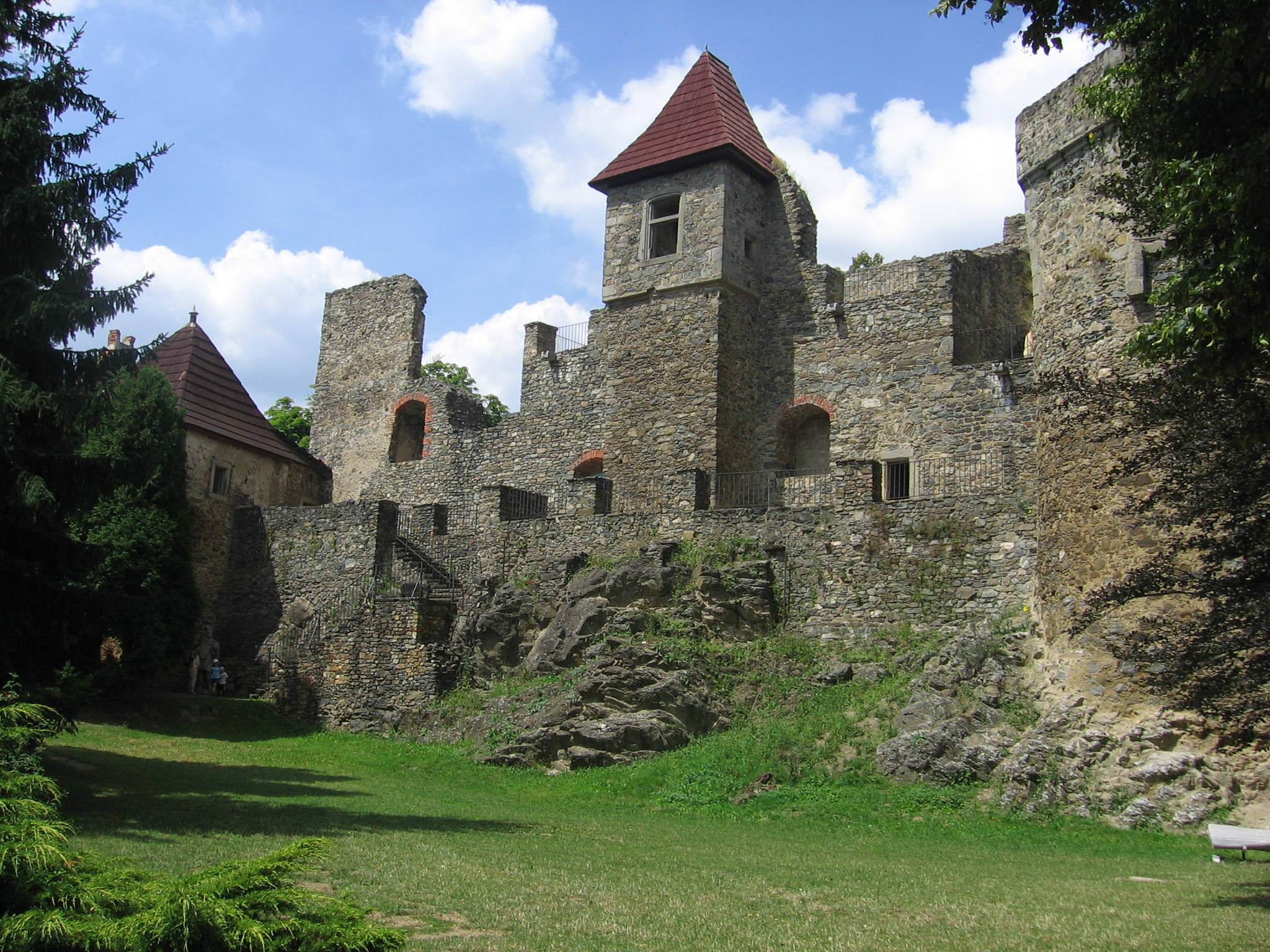
Burg Klenová
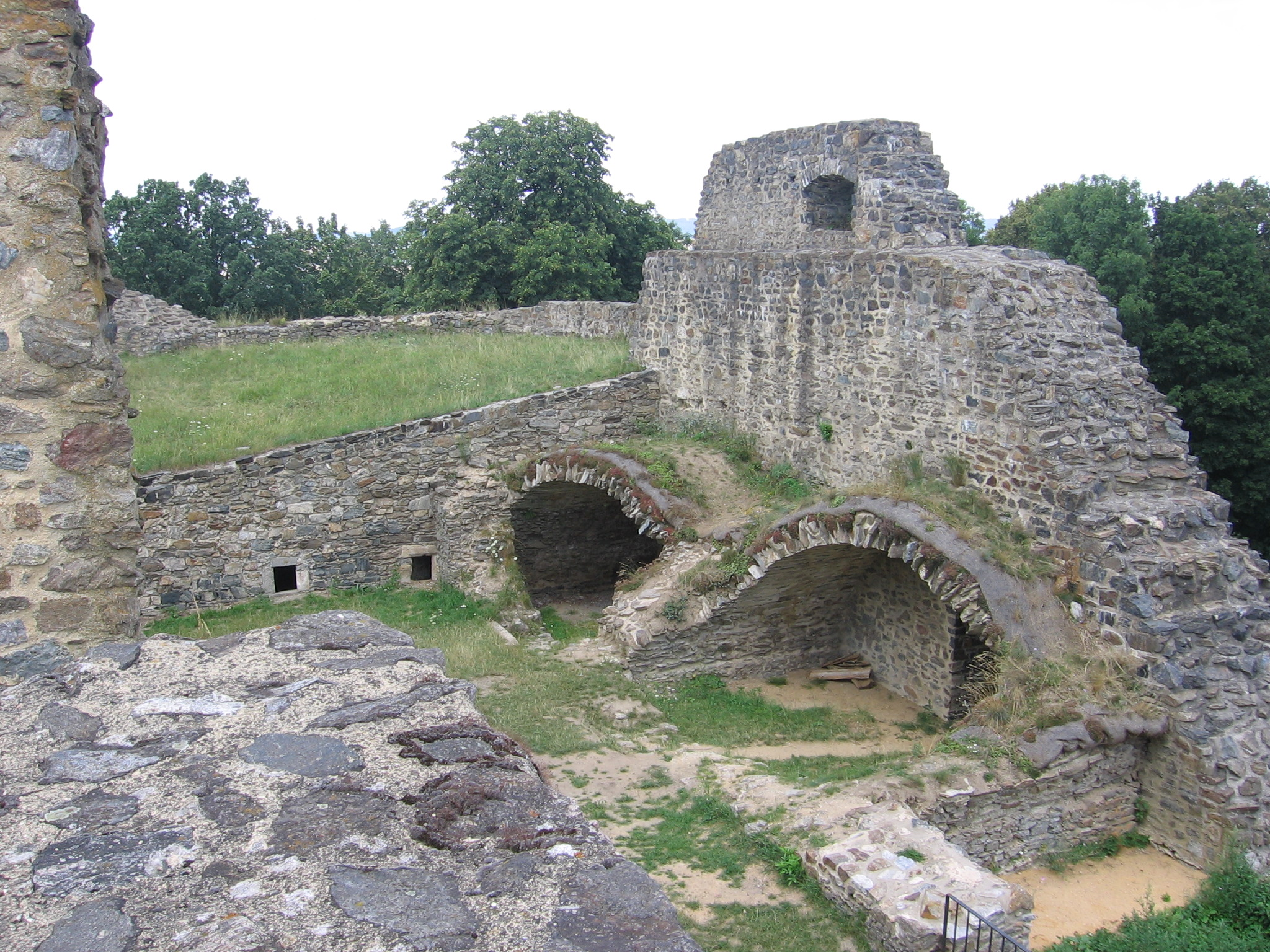
Areal der Burg
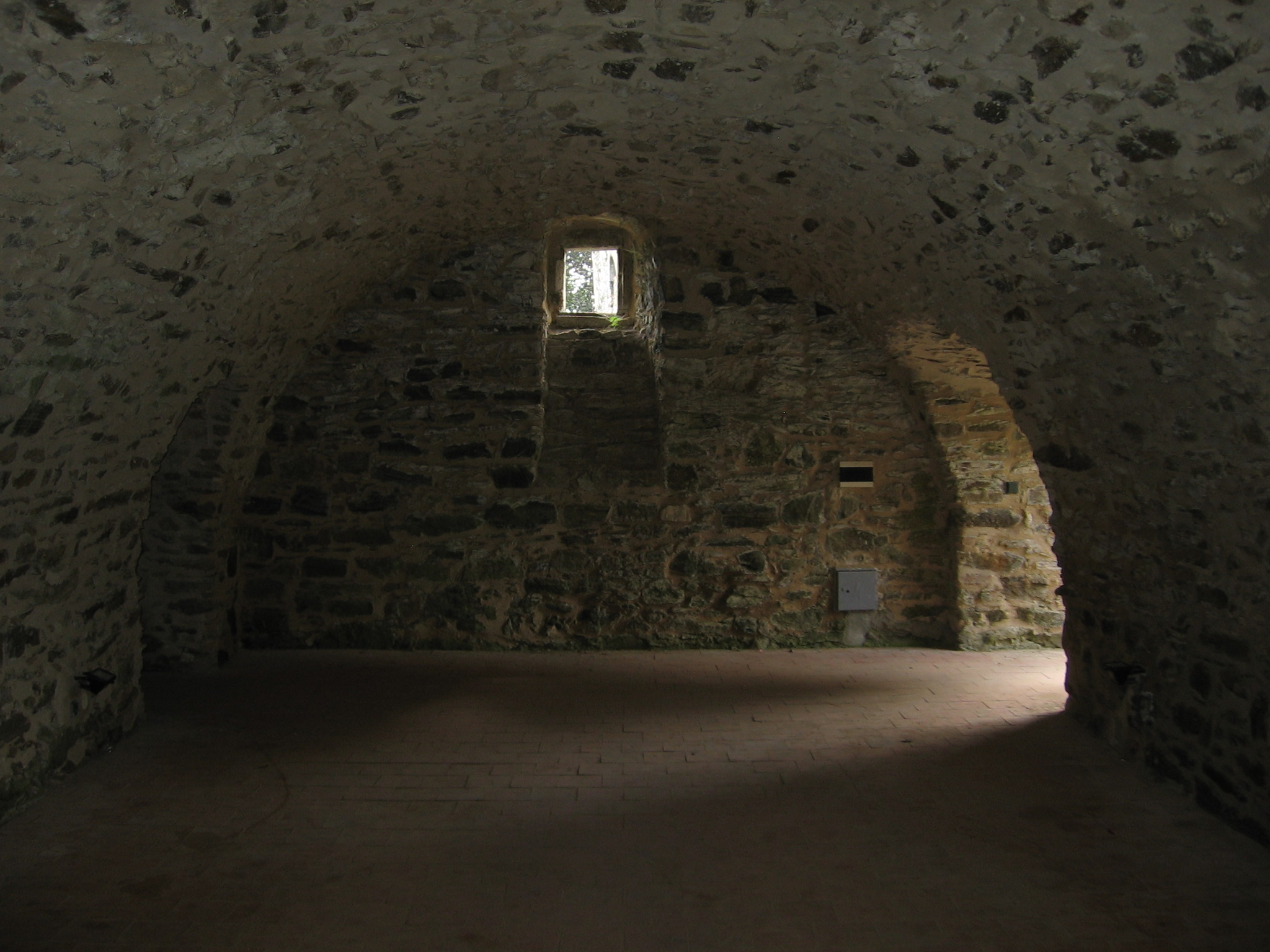
Innenraum der Burg
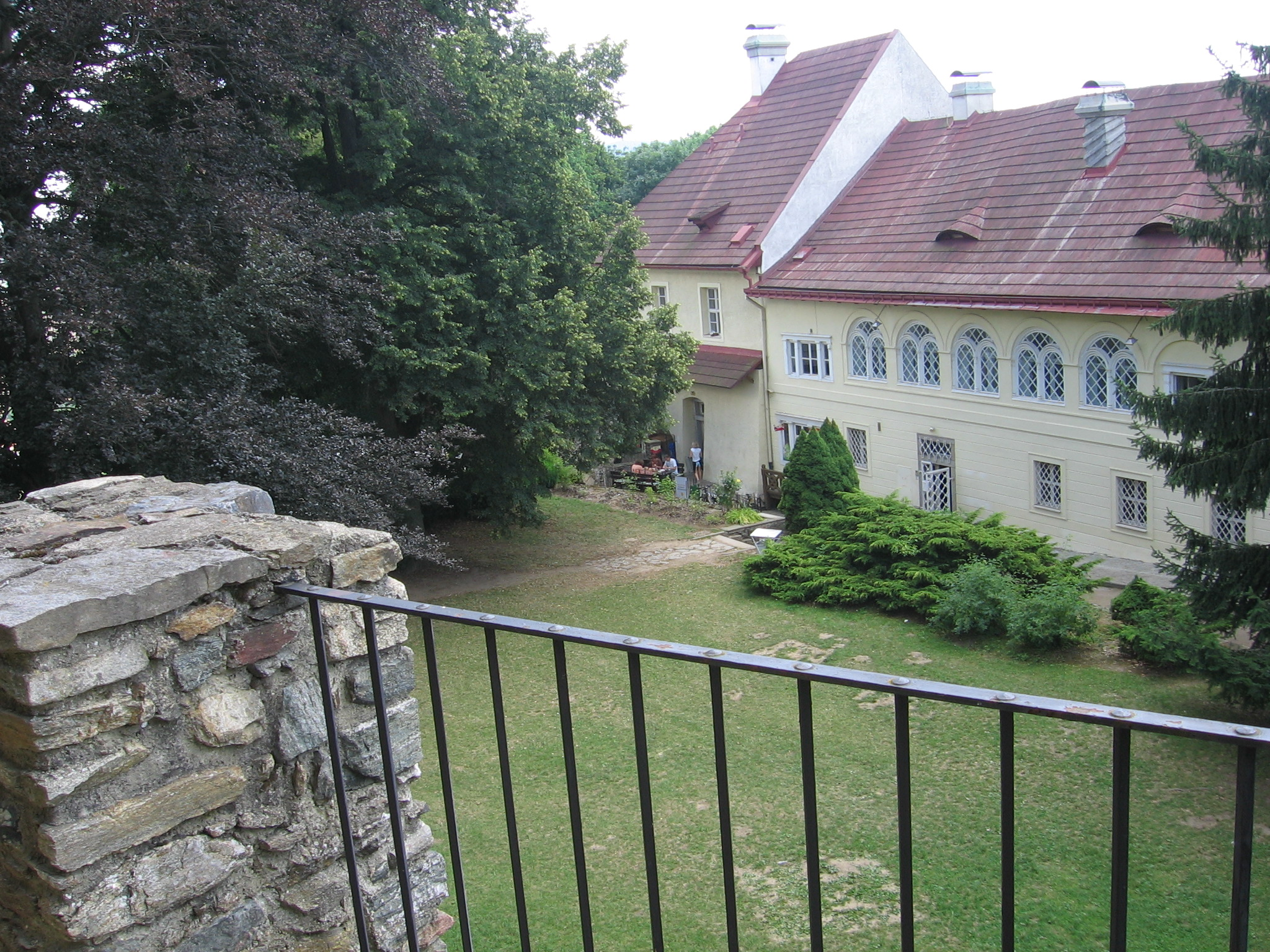
Schloss Klenová